# Soong May-ling
Soong May-ling o Soong Mei-ling, también conocida como Madame Chiang Kai-shek (en chino tradicional, 宋美齡; en chino simplificado, 宋美龄; pinyin, Sòng Měilíng; 5 de marzo de 1898- 23 de octubre de 2003) fue la menor de las tres Hermanas Soong. Como esposa del presidente Chiang Kai-shek tuvo un papel prominente en la política de la República de China y en la Sociedad de Reconstrucción de China.

## Infancia
Nació en Shanghái el 5 de marzo de 1898, pero algunos biógrafos usan el año 1897 porque la tradición china considera que una persona ya tiene un año al nacer. Era la tercera de seis hijos. Hija de Charlie Soong, un ministro metodista chino de etnia Hakka y empresario que hizo una fortuna vendiendo biblias en China. Sus hermanos eran: la hermana mayor Ai-ling, la del medio Ching-ling, y después sus hermanos T. V., T.L., y T.A.
En Shanghái, May-ling estudió en la Escuela McTyeire para niñas con su hermana, Ching-ling, antes de que su padre hiciera que ampliaran su educación en los Estados Unidos en 1907. Al principio, May-lin y Ching-ling asistieron a una escuela privada en Summit (Nueva Jersey). En 1908, Ching-ling fue aceptada por la facultad donde se graduó su hermana Ai-ling, el Colegio Wesleyan, a los 15 años y las dos hermanas se trasladaron a Mâcon (Georgia) para unirse a Ai-ling. Sin embargo, hubo problemas cuando May-ling no pudo obtener permiso para permanecer con su hermana en el campus como miembro familiar ni tampoco pùdo ser aceptada como alumna debido a su joven edad. May-ling pasó el año siguiente en Demorest (Georgia), donde residía la familia de unos amigos del campus de Ching-ling. La madre de la amiga cuidó de May-ling y la apuntó en octavo curso en el Colegio Piedmont. Un año después, en 1909, el recién designado presidente del Wesleyan, William Newman Ainsworth, le otorgó a May-ling un permiso especial para quedarse en el Wesleyan y le asignó unos tutores especiales. May-ling fue oficialmente inscrita como estudiante en el Wesleyan en 1912 a los 15 años. Después se mudó al Colegio Wesleyan un año más tarde para estar más cerca de su hermano mayor, T.V., quien, en aquel entonces, estudiaba en Harvard. Para entonces, ambas hermanas se habían graduado y volvieron a Shanghái. Ella se graduó en Wellesley el 19 de junio de 1917 con un especialización en literatura inglesa y filosofía. Habiendo sido educada en inglés toda su vida, hablaba un inglés excelente, con un marcado acento georgiano que la ayudó a conectar con el público americano.

## Madame Chiang
Soong May-Ling conoció a Chiang Kai-shek en 1920. Al tener once años más que ella, estar casado y ser budista, la madre de May-ling se opuso vehementemente al matrimonio entre ambos, pero finalmente consintió después de que Chiang diera pruebas de su divorcio y prometiera convertirse al cristianismo. Chiang le dijo a su futura suegra que no podía convertirse inmediatamente, ya que la religión es algo que hay que asumir poco a poco, y no tragarla como una pastilla. Se casaron el 1 de diciembre de 1927. Aunque algunos biógrafos consideran esta boda como uno de los emparejamientos amorosos más grandes de todos los tiempos, otros lo describen como un matrimonio de conveniencia. La pareja no llegó a tener hijos.

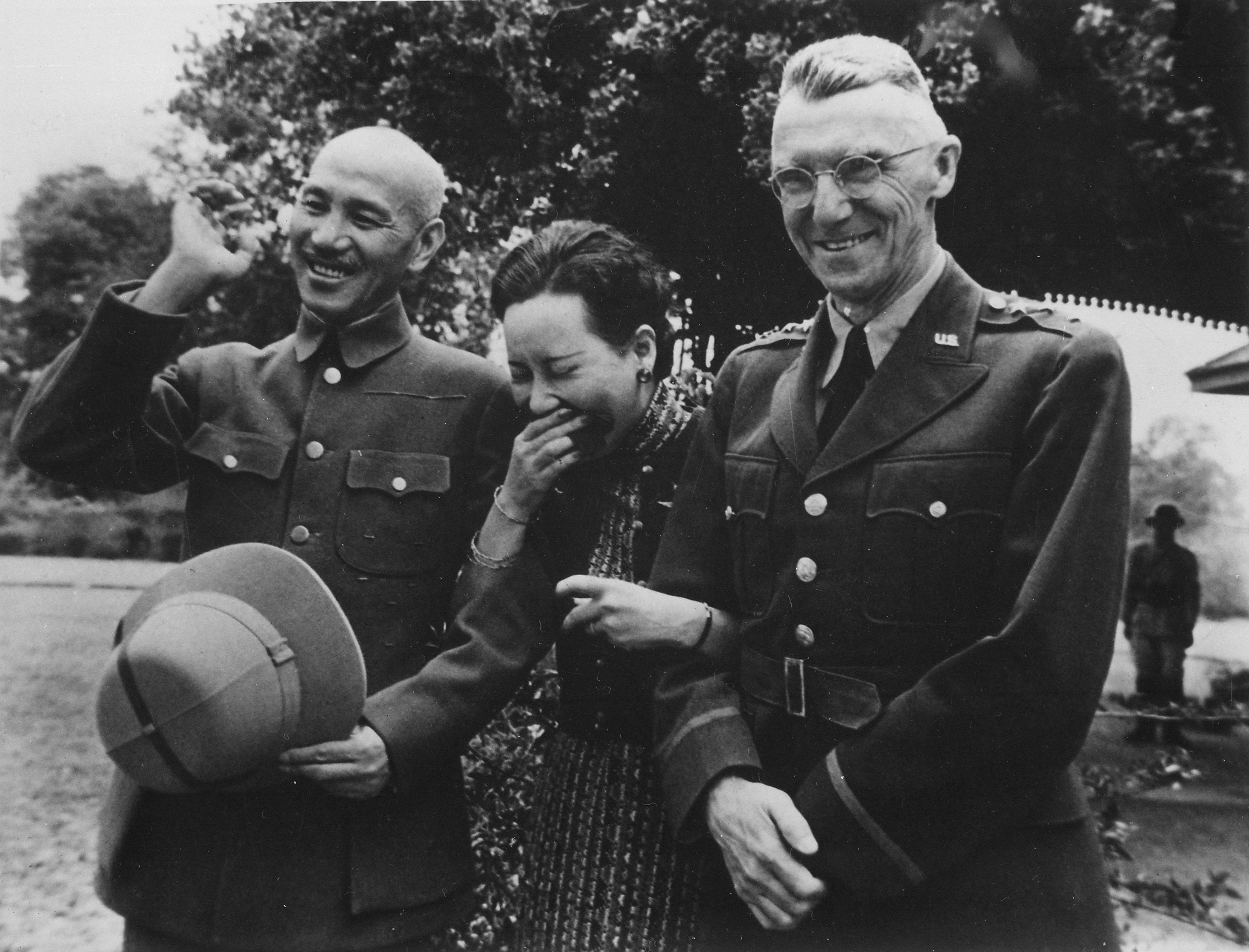
El generalísimo Chiang Kai-shek y su esposa Soong May-ling con el teniente general Joseph Stilwell durante la segunda guerra sino-japonesa.

Madame Chiang inició el Movimiento de la Nueva Vida y participó activamente en la política china. Fue miembro del Yuan Legislativo (cuerpo legislativo) de 1930 a 1932 y secretaria general de la Comisión China de Asuntos Aeronáuticos de 1936 a 1938. En 1945 se hizo miembro del Comité Ejecutivo Central del Kuomintang. Cuando su marido ascendió al puesto de Generalísimo y líder del Kuomintang, Madame Chiang actuó como su traductora al inglés, secretaria y consejera. Era su musa, sus ojos, sus oídos y, sobre todo, su paladina más leal. Durante el Incidente de Xian, en el cual Chiang fue capturado por dos de sus generales para que este priorizara el combatir al Imperio del Japón en vez de los comunistas chinos, el 22 de diciembre de 1936 Meiling viajó desde la capital Nankíng a Xian para negociar con uno de los captores, Zhang Xueliang, para liberar a su marido. Meiling no se fiaba de Xueliang, y por ello le dio al mediador internacional Donald Henry una pistola para que le matase si le capturaban. Durante la Segunda Guerra Mundial Madame Chiang intentó difundir la causa china y formar un legado para su marido a la altura de Roosevelt, Churchill y Stalin. Buena conocedora de las culturas china y occidental, se hizo popular tanto en China como en el extranjero. Su relevancia fue tal que Joseph Stilwell propuso en broma que se la nombrara ministra de defensa.
En los Estados Unidos atrajo a multitudes de hasta 30.000 personas y apareció en la portada de la revista TIME, primero con su marido como "Persona del año" y después con el título de "La Señora del dragón" Tanto ella como su marido se llevaban bien con el editor jefe y cofundador de la revista TIME Henry Luce, el cual a menudo trató de hacer colectas y pedir apoyos de los americanos a favor del Kuomintang. El 18 de febrero de 1943 se convirtió en la primera ciudadana china (y segunda mujer) que hablaba en el Congreso de los Estados Unidos.
Tras la derrota del gobierno de su marido durante la guerra civil china en 1949, Madame Chiang siguió a su marido hasta Taiwán, mientras que su hermana Soong Ching-ling permanecía en la China continental al lado de los comunistas. Mientras el Generalísimo envejecía, Madame Chiang ganaba poder asumiendo el papel de "intérprete". Madame Chang continuó jugando un papel relevante a escala internacional. Fue patrona del Comité Internacional de la Cruz Roja, miembro honorario de la Fundación Británica de Ayuda a China y primer miembro honorario de la Sociedad Conmemorativa de la Carta de Derechos. A finales de la década 1960 se la incluyó entre las 10 mujeres más admiradas en América.

## Últimos años

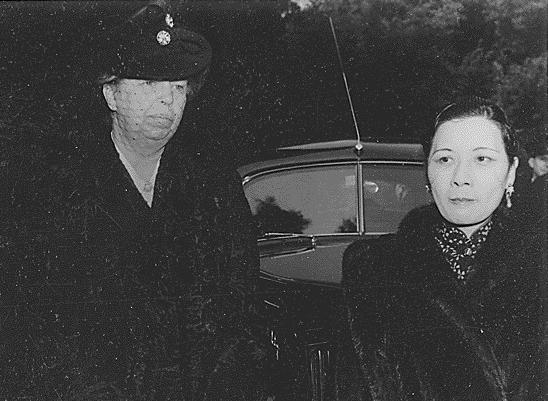
Eleanor Roosevelt y Madame Chiang Kai-shek, 1943.

Tras la muerte de su marido en 1975, Madame Chiang pasó a un segundo plano. Chiang Kai-Shek fue sucedido en el poder por su hijo mayor Chiang Ching-kuo, de un matrimonio anterior, con el cual Madame Chiang mantenía relaciones tirantes. En 1975 emigró de Taiwán a los Estados Unidos, donde su familia poseía unos terrenos de 14,6 hectáreas en Lattingtown (Long Island), donde tenía colgado en su dormitorio un retrato de su marido vestida de gala militar.
Madame Chiang regresó a Taiwán a la muerte de Chiang Ching-kuo en 1988 para buscar apoyos entre sus antiguos aliados. Sin embargo, el sucesor de Chiang como presidente, Lee Teng-hui, demostró ser más hábil en la política que ella y logró consolidar su posición. En consecuencia, regresó a los Estados Unidos una vez más.
Madame Chiang hizo una inusual aparición en público en 1995 cuando asistió a una recepción celebrada en el Capitolio en su honor, dentro de un programa de celebraciones del 50° aniversario del final de la Segunda Guerra Mundial. Madame Chiang también hizo una última visita a Taiwán en 1995.
En las elecciones presidenciales de Taiwán de 2000 el Kuomintang mostró una carta escrita por ella en la cual supuestamente apoyaba al candidato del Kuomintang Lien Chan en contra del candidato independiente James Soong (con el cual no tenía relación alguna). El propio James Soong nunca puso en cuestión la autenticidad de esa carta.
Soong vendió su propiedad de Long Island en 2000 para pasar el resto de su vida en un apartamento de Gracie Square en el Upper East Side de Manhattan, rodeada siempre de unos guardaespaldas de negro que le abrían paso por dondequiera que pasara.
Cuando Madame Chiang cumplió 103 años, celebró una exhibición de sus cuadros chinos en Nueva York. Sus obras aún no están en venta a fecha de 2008.

## Muerte
Soong falleció mientras dormía en Nueva York, en su apartamento de Manhattan el 23 de octubre de 2003 a la edad de 105 años. Sus restos fueron sepultados en el Cementerio Ferncliff en Hartsdale (Nueva York) a espera de poder enterrarla junto a su marido que se encuentra en Tzuhu (Taiwán). El propósito sería enterrarlos a ambos en la China continental después de que se solventen las diferencias políticas.

## Citas sobre Soong May-ling
Sabe hablar muy bien de la democracia, pero no sabe cómo vivirla.
Eleanor Roosevelt

Directa, vehemente, energética. Le encanta el poder y devora la fama y los halagos... Puede ser encantadora cuando le place y eso ella lo sabe.
Joseph Stilwell

Madame Chiang fue una buena amiga de los Estados Unidos durante toda su vida y, sobre todo, durante los momentos difíciles más decisivos del siglo pasado. Generaciones de americanos la recordarán y respetarán su inteligencia y firmeza de carácter. En nombre del pueblo americano le presento mis condolencias a la familia de Madame Chiang y a muchos de sus admiradores por todo el mundo.
George W. Bush